# De Samuele Cagnazzi
I de Samuele Cagnazzi sono una famiglia nobiliare di Altamura.

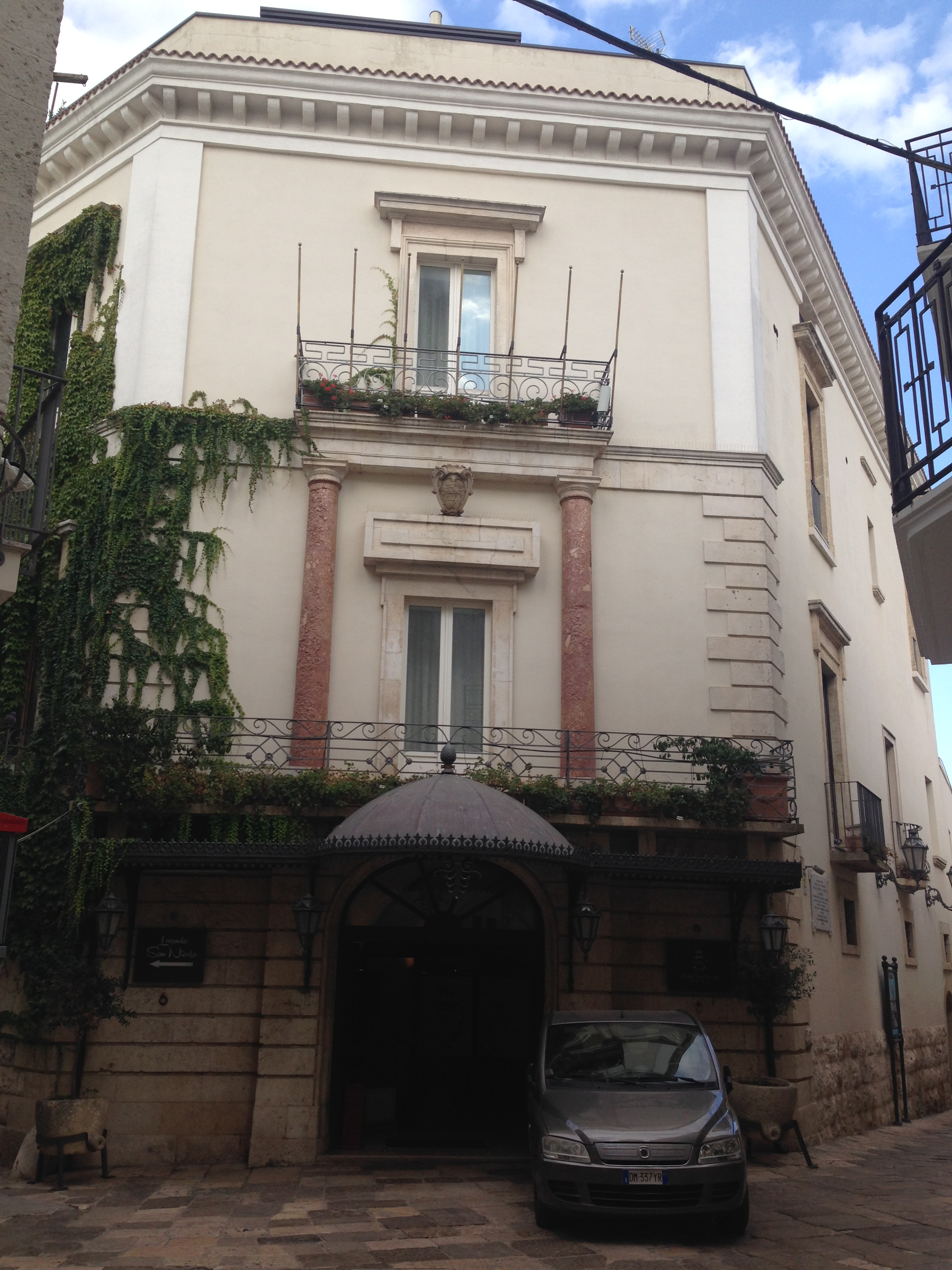
Palazzo della famiglia de Samuele Cagnazzi (Altamura)

## Storia

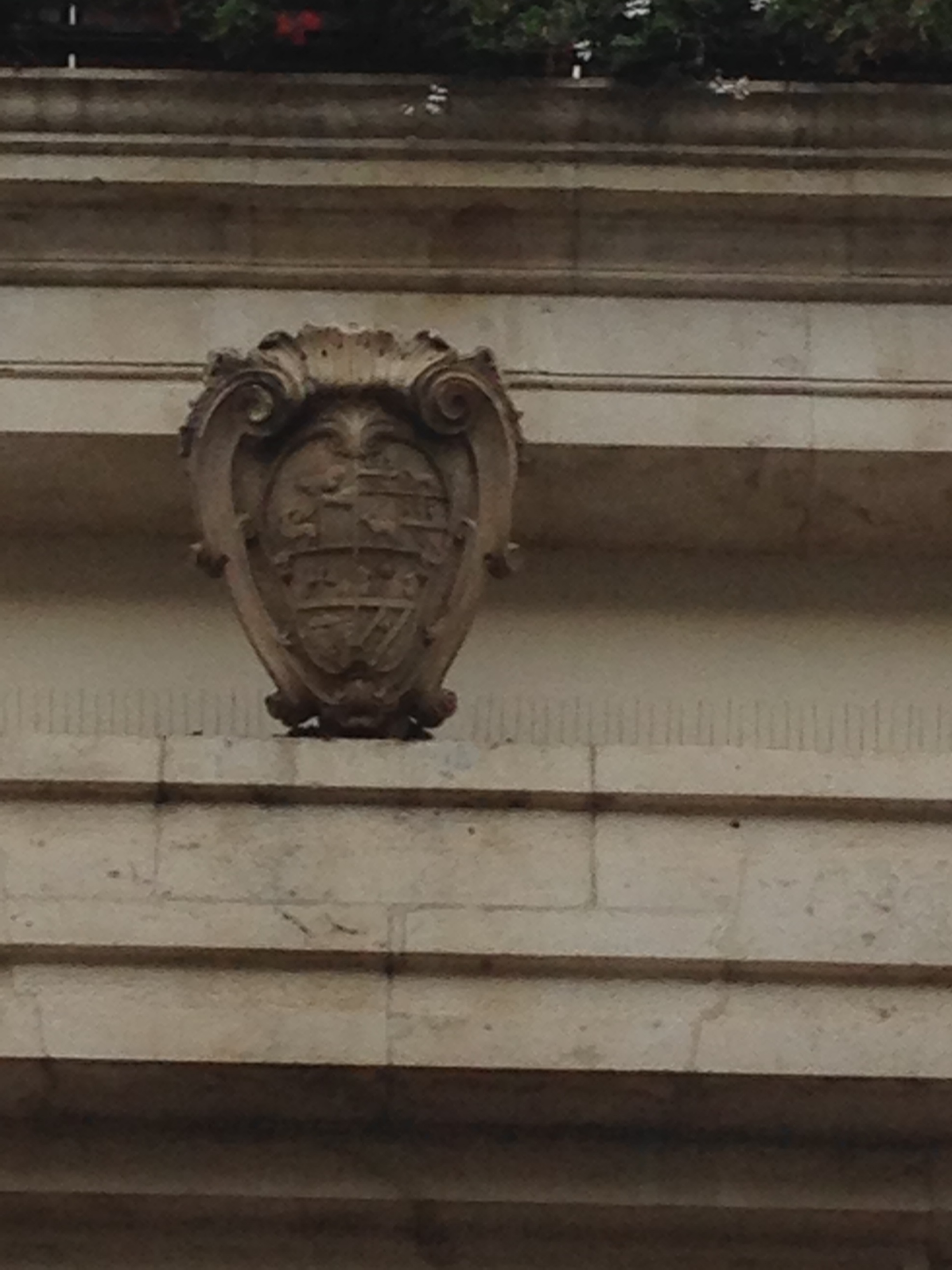
Stemma della famiglia de Gemmis-Cagnazzi, situato sulla sommità dell'entrata al palazzo Cagnazzi

La famiglia "de Samuele Cagnazzi" ebbe originariamente il solo cognome di de Samuele. Il capostipite era Samuele de Samuele (XVI sec. d.C.), figlio di Nicola nonché valente capitano di Giorgio Castriota Scanderbeg, il quale possedeva dei beni in Albania e nel Contado di Tuhegl nella Bosnia.
Samuele de Samuele dovette lasciare con la propria famiglia la città greca di Corone in seguito all'invasione dei turchi nel 1534, perdendo tutti i suoi beni. Le famiglie che persero i propri possedimenti furono ricompensate dall'imperatore del Sacro Romano Impero Germanico Carlo V d'Asburgo con altri possedimenti e una di queste famiglie fu proprio quella dei de Samuele e furono riconosciuta anche come una delle famiglie nobili del regno.
Con strumento di donazione datato 9 marzo 1628, Marino Cagnazzi di Altamura donò a Samuele de Samuele juniore tutti i suoi beni "per varj beneficj dal medesimo ricevuti", concedendo la possibilità di aggiungere un cane nello stemma nobiliare e di aggiungere al cognome quello di Cagnazzi. La famiglia assunse da allora il cognome "de Samuele Cagnazzi".

## Capostipiti
- Nicola de Samuele
- Samuele de Samuele (XVI sec.d.C.)

## Discendenti degni di nota
- Ippolito de Samuele Cagnazzi - padre di Luca e Giuseppe de Samuele Cagnazzi
- Luca de Samuele Cagnazzi (1764-1852) - scienziato, inventore ed economista italiano
- Giuseppe de Samuele Cagnazzi (1763-1837) - ufficiale del Regno di Napoli